# Крунич, Бошко
Бошко Крунич (босн. Boško Krunić; 21 октября 1929, дер. Прхово, Дунайская бановина, Королевство Югославия — 23 января 2017, Нови-Сад, Сербия) — югославский государственный деятель, председатель Президиума ЦК Союза коммунистов Югославии (1987—1988).

## Биография
Родился в крестьянской семье. Рано начал трудовую деятельность в качестве механика. Поскольку отец был в оппозиции королевской власти, рано включился в политическую борьбу, раздавая листовки.
Участник национально-освободительной борьбы с 1944 г. Член Союза коммунистов Югославии (СКЮ) с 1944 г.
Окончил юридический факультет Белградского университета.
Избирался заместителем председателя Президиума Скупщины Социалистического автономного края Воеводина, председателем Социалистического союза трудового народа Югославии автономного края Воеводина.
В 1981—1982 г. и 1984—1985 гг. — председатель Центрального комитета Союза коммунистов Воеводины.
В 1987—1988 гг. — председатель Президиума ЦК Союза коммунистов Югославии. После так называемой Антибюрократической (Йогуртовой) революции осенью 1988 г. в отставку. Позже он был исключен из рядов СКЮ как «носитель автономного сепаратизма».
На 12-м и 13-м съездах партии избираля членом ЦК СКЮ.